# حمام قجر
حمام قجر (بالفارسية: حمام قجر) هو حمام تاريخي يعود إلى السلالة الصفوية، ويقع في قزوين.